# هلال (أسوان)
قرية هلال أو نجع هلال هي إحدى القرى التابعة لمركز إدفو في محافظة أسوان في جمهورية مصر العربية.